# 寺尾広
寺尾 広（てらお ひろし、5月22日 - ）は、日本の男性音楽ディレクター、キーボーディスト、マニピュレーター、パーカッショニスト、作曲家、編曲家。ビーイング傘下のGIZA studioに所属。大阪府在住。

## 来歴
- 1986年11月21日 - 元は証券会社に勤務していたが、就職情報誌にビーイングがあったことがきっかけで入社。
- 1990年 - ビーイングの製作室室長に就任。
- 2000年 - Soul Crusadersを結成。
- 2002年 - Soul Crusadersを解散。

## ディレクター担当作品

### シングル
- ZYYG,REV,ZARD&WANDS featuring 長嶋茂雄
  - 「果てしない夢を」

### アルバム
- 青紀ひかり
  - 『Indigo』
- 栗林誠一郎
  - 『You Never Know』
- T-BOLAN
  - 『HEART OF STONE』
  - 『LOOZ』
- PAMELAH
  - 『Pure』
  - 『SPIRIT』
- FIELD OF VIEW
  - 『FIELD OF VIEW I』
- WANDS
  - 『PIECE OF MY SOUL』

## 楽曲提供

### 作曲
- ZARD「お・も・ひ・で」「淡い雪が溶けて」
- 三枝夕夏 IN db「明日に降る夢よ」
- Mi-Ke「あっぷる・らぶ」
- TARAKO「ハートのジョーカー（作詞：小田佳奈子）」
- DEEP'S「さらば青春の光＜僕にできること＞」
- ビジーフォー・スペシャル「CRYIN' FOR YOU（作詞：森山進治）」
- FIELD OF VIEW「Beautiful day」
- 茅野佐智恵「ふられたかな…?」

### 作曲・編曲
- 亜蘭知子「あなたにLonely」「日曜日のスキャット」
- 西城秀樹「ハッピー・エンドをぶっとばせ（作詞：小田佳奈子）」
- 坪倉唯子「幸福ゲーム（作詞：荒木とよひさ）」「Love In The Sky」（坪倉唯子と共同）「365の夜と昼（作詞：中島みゆき）」「泡沫 "UTAKATA"（作詞：小田佳奈子）」
- 中畑幾久子「高校2年生」
- B.B.クィーンズ「悲しきバレンタイン（作詞：小田佳奈子）」
- 吉本新喜劇オールスターズ「エクスタシー（作詞：三浦徳子）」

### 編曲
- 安宅美春「LOVE & PIECE」（原曲：山下久美子）「IMAGE DOWN」（原曲：BOØWY）
- Cup's「SORRY MY BABY」「うれし涙でおぼれたい」
- KEY WEST CLUB「True Love」
- 高田純次&近藤房之助「白いブランコでおやすみ」
- Mi-Ke「亜麻色の髪の乙女」
- ZARD「愛は暗闇の中で」（原曲：BLIZARD「Empty Days」（作詞は星野今日子）・ZARDと共同）
- FIELD OF VIEW「大空へ」
- 桜っ子クラブさくら組「なにがなんでも」

## 劇伴作曲
- ナースステーション
- ホテルウーマン

## レコーディング参加
- 宇徳敬子

「Don't forget me」（ピアノ・オルガン）
- 上木彩矢

「明日のために （AL ver.）」「youthful diary （AL ver.）」「ミセカケのI Love you （AL ver.）」「星の降る夜には」（4曲ともコーラス）
- ZARD

『君とのDistance』（キーボード・パーカッション）
- PINC INC

『もっとキミ色に染まりたい』（コーラス）